# ديف روبنشتاين
ديف روبنشتاين (بالإنجليزية: Dave Rubinstein)‏ هو مغني أمريكي، ولد في 5 سبتمبر 1964، وتوفي في 3 يوليو 1993.